# Гирков
Гирков (рум. Gârcov) — село у повіті Олт в Румунії. Входить до складу комуни Гирков.
Село розташоване на відстані 140 км на південний захід від Бухареста, 77 км на південь від Слатіни, 89 км на південний схід від Крайови.

## Населення
За даними перепису населення 2002 року у селі проживали 1672 особи, усі — румуни. Усі жителі села рідною мовою назвали румунську.